# Esbuild
esbuild是一个由Evan Wallace开发的自由开源的模块打包和代码压缩工具，支持JavaScript和CSS。 esbuild使用Go而非JavaScript编写，声称通过利用并行性和共享内存比其他打包工具快十至百倍。它支持TypeScript、JSX、摇树优化，并可通过插件进行扩展。esbuild提供Windows、Linux、macOS、BSD、OpenHarmony及Android的预构建npm包。
esbuild已被用于Vite、Phoenix 框架和Netlify函数。Angularv17、Ruby on Rails v7起也采用了esbuild。